# Erwin Sietas
Erwin Sietas (* 24. Juli 1910 in Cranz heute Stadtteil von Hamburg; † 20. Juli 1989 in Hamburg) war ein deutscher Schwimmer.

## Leben
Erwin Sietas schwamm für den Hamburger Schwimm-Club von 1879. Anfang der 1930er Jahre gehörte er zu den weltbesten Brustschwimmern und konnte bei den Olympischen Spielen 1936 in Berlin hinter Tetsuo Hamuro die Silbermedaille über 200 m Brust gewinnen. 1934 war er bereits Europameister über diese Strecke geworden. Bei den Deutschen Meisterschaften der Jahre 1929, 1932–1934 und 1937 wurde er Deutscher Meister über 200 m Brust. 
Neben dem Schwimmsport war Sietas als Wasserballer aktiv. Im Jahr 1992 wurde er in die Ruhmeshalle des internationalen Schwimmsports aufgenommen.
Erwin Sietas wurde auf dem Hamburger Friedhof Ohlsdorf, Planquadrat AD 10 (Anonymer Urnenhain vor dem Riedemann-Mausoleum gegenüber Kapelle 8), beerdigt.